# أفعوية الفم
أفعوية الفم (الاسم العلمي: Ophiostomataceae)، فصيلة فطور من رتبة أفعويات الفم وطائفة العشوفيات. قُيدت الفصيلة من قبل ج. نانفلدت في عام 1932. أنواعها لها توزيع واسع، وتوجد عادًة في المناطق المعتدلة، وهي من مسببات الأمراض لكل من الأشجار الصنوبرية والنفضية

## الأجناس
- Ceratocystiopsis
- Dryadomyces
- Equicapillimyces
- Graphilbum
- Graphiocladiella
- Grosmannia
- Hyalorhinocladiella
- Klasterskya
- Knoxdaviesia
- Leptographium
- أفعوي الفم
- Pachnodium
- Pesotum
- Raffaelea
- Sporothrix
- Spumatoria
- Subbaromyces

## روابط خارجية
- أفعوية الفم  في فهرس فونغوروم.